# Kuchaman City
Kuchaman City là một thành phố và khu đô thị của quận Nagaur thuộc bang Rajasthan, Ấn Độ.

## Nhân khẩu
Theo điều tra dân số năm 2001 của Ấn Độ, Kuchaman City có dân số 50.566 người. Phái nam chiếm 52% tổng số dân và phái nữ chiếm 48%. Kuchaman City có tỷ lệ 59% biết đọc biết viết, thấp hơn tỷ lệ trung bình toàn quốc là 59,5%: tỷ lệ cho phái nam là 70%, và tỷ lệ cho phái nữ là 46%. Tại Kuchaman City, 17% dân số nhỏ hơn 6 tuổi.